# 神农架瓦韦
神农架瓦韦（学名：Lepisorus patungensis）为水龙骨科瓦韦属下的一个种。

## 扩展阅读
- 維基物種上的相關：神农架瓦韦